# غندور (شركة)
شركة غندور هي شركة تصنيع الأغذية العربية ويقع مقرها الرئيسي في مدينة جدة، السعودية. تأسست الشركة في العاصمة بيروت، لبنان في عام 1857 كشركة مصنعة للحلويات، وبدأت لاحقًا الإنتاج الصناعي في عام 1912، وسعت نطاق عملياتها لتشمل المملكة العربية السعودية في عام 1956، وتعتبر على نطاق واسع الشركة الأولى لصناعة الشوكولاتة والعلك والبسكويت في المملكة العربية السعودية. حاليًا، لديها مصانع في المملكة العربية السعودية مصر ولبنان والهند وتخدم منطقة الشرق الأوسط وشمال أفريقيا وجنوب وشرق آسيا.

## الإضراب
حدثت مواجهات بين أصحاب العمل والعمال لتعديل المادة 50، قرروا عمال شركة غندور الإضراب وذلك لزيادة أجورهم في عام 1972 في بيروت، لبنان، وكذلك طالبو بالسماح لهم بالانتساب إلى نقابة عمال السكاكر والبقالة. وحاولوا الضغط على الوزارة وذلك بعمل مُظاهرات في العاصمة بيروت، لكن ذلك لم يفيد. وبعدها بأيام، تجمع حوالي 500 عامل أمام مقر العمل لإقناع زملائهم بالإضراب معهم وذلك للضغط على الوزارة، لكن قوة من الدرك طوقت المكان وحدثت تصادمات بين العمال وقوات الدرك. وقُتل العامل يوسف العطار، وفاطمة خواجه وقد اصيبت برصاصة طائشة في منزلها المجاور للمعمل، وسقط عدد من الجرحى من صفوف العمال وقوى الأمن، وتم إتهام العمال بحمل السلاح ومُقاومة قوى الأمن، وهذا ما تم نفيه لاحقًا.